# Палликаридис, Эвагорас
Эваго́рас Палликари́дис (греч. Ευαγόρας Παλληκαρίδης; 26 февраля 1938 — 14 марта 1957) — греко-кипрский поэт и революционер, член ЭОКА во время кампании 1955—1959 годов против британского правления на Кипре. Последний и самый младший казненный грек-киприот, повешенный англичанами с одобрения королевы Елизаветы II, когда ему было всего 19 лет.

## Биография
Родился в городе Цада, Пафос, 26 февраля 1938 года. Он был четвертым ребенком из пяти в семье Мильтиада и Афродиты. С отличием окончил 6 классов начальной школы.
1 апреля 1953 года Эвагорас принял участие в различных демонстрациях против британцев. В частности, 2 июня должна была состояться коронация королевы Елизаветы II. В Англии и во всех колониях велась подготовка к великому событию. В Пафосе английский флаг был вывешен в «Якобинской гимназии», что возмутило учащихся. Накануне коронации студенты Пафоса и учащиеся колледжа Лиасиди организовали демонстрацию с требованием спустить английский флаг и эвакуировать их стадион силами солдат и полиции. Тогда 15-летний Эвагорас забрался на мачту и сорвал английский флаг: это событие спровоцировало демонстрации. Студенты и толпа вступили в столкновения с полицией, которая была усилена турками. Командир приказал полиции отступить, потому что коронация королевы не должна быть омрачена кровью. Таким образом, студенты унесли с собой все, что связано с празднованием коронации. Пафос стал единственным местом, где коронация не праздновалась. Эвагораса арестовали, но отпустили из-за его юного возраста.
В ноябре 1955 года по дороге в школу Эвагорас стал свидетелем того, как два британских солдата безжалостно избивали его арестованного и привязанного к столбу друга, который отказывался назвать того, кто предшествующей ночью снял британский флаг.
Эвагорас напал на двух британских военных, освободил друга и помог ему скрыться. В тот же день подростка арестовали. Дело о сопротивлении официальным представителям власти было передано в суд Пафоса. В ходе предварительных слушаний Палликаридис заявил о своей невиновности.
Его отпустили на свободу до начала судебных разбирательств, назначенных на 6 декабря 1956 года. Понимая, что ему грозит тюремный срок, — колониальные власти отправляли в заключение и за менее серьезные нарушения закона, — Эвагорас присоединился к одному из отрядов ЭОКА.
В возрасте 17 лет Эвагорас Палликаридис оставил школу и вступил в партизанские отряды ЭOKA. 17 ноября 1955 года учащиеся гимназии собрались и подготовили демонстрацию. Солдатам был отдан приказ стрелять без разбора по демонстрантам. Эвагорас был арестован и доставлен в суд по обвинению в незаконном участии в массовых беспорядках. Эвагорас не признал обвинения, судебное разбирательство было отложено. Предвидя тюремное заключение отправился в горы, где присоединился к одному из боевых отрядов ЭОКА.
18 декабря 1956 года был арестован британским патрулём, когда его поймали с оружием, погруженным на осла. При нем был обнаружен пулемет Bren, смазанный маслом. Поэтому он был не готов к использованию. Он также имел при себе 3 заряженных магазина. Во время суда он не отрицал владения оружием и сказал: «Я знаю, что вы приговорите меня к смерти, но что бы я ни сделал, я сделал это как киприот, который хочет получить свободу».
27 февраля 1957 года приговорен к смертной казни через повешение за хранение огнестрельного оружия.
На следующий день после вынесения приговора Палликаридису ученики гимназии Пафоса в знак протеста воздержались от занятий и отправили телеграмму генерал-губернатору Кипра Джону Хардингу с просьбой помиловать Эвагораса. Предотвратить его казнь пыталось Греческое правительство, Парламент Греции направлял телеграммы в Палату общин и Организацию Объединенных Наций. Архиепископ Дорофей, хорепископ Саламинский Геннадий, мэр Никосии г-н Дирдис, 40 английских депутатов-лейбористов, архиепископ Никодим из Южной Африки, американский сенатор Фултон, простые граждане пытались предотвратить казнь. Но Хардинг и британская дипломатия отвергли помилование.
14 марта 1957 года, в возрасте 19 лет, Палликаридис был повешен в Никосии.
Похоронен на кладбище-музее «Арестованные могилы» в Центральной тюрьме Никосии.
После повешения была опубликована пропагандистская листовка с сфабрикованным описанием того, как он убил предателя. Законность его казни впоследствии была поставлена под сомнение в свете того, что оружие, которое он держал в руках в тот момент, было неработоспособным. В книге британского историка права Брайана Симпсона «Права человека и конец империи» Симпсон утверждает, что истинной причиной казни Палликаридиса было то, что власти полагали (но не смогли доказать), что он ранее убил пожилого человека, который подозревался в сотрудничестве с британскими властями.

## Память
- В городе Пафос на проспекте Георгиу Грива Дигени установлен бронзовый памятник[6]
- Проспект в городе Пафос назван именем Эвагораса Палликаридиса[7]
- Улица в городе Лимасол[8]
- Улица в городе Айя-Напа[9]
- Изображен на эмблеме футбольного клуба Пафос